# Gónimo
Gónimo (Gonimo) är en ort i Grekland.   Den ligger i prefekturen Nomós Serrón och regionen Mellersta Makedonien, i den norra delen av landet, 400 km norr om huvudstaden Aten. Gónimo ligger 39 meter över havet och antalet invånare är 455.
Terrängen runt Gónimo är varierad. Runt Gónimo är det ganska tätbefolkat, med 60 invånare per kvadratkilometer. Närmaste större samhälle är Sidirókastro, 11,8 km öster om Gónimo. Trakten runt Gónimo består till största delen av jordbruksmark.